# Friedrich Wilhelm Merkel
Friedrich Wilhelm Merkel (* 27. August 1911 in Breslau; † 12. August 2002) war ein deutscher Ornithologe und Professor für Zoologie an der Universität Frankfurt am Main. In seiner Frankfurter Arbeitsgruppe bahnte Merkel den Weg für die Erforschung des Magnetsinns der Tiere.

## Werdegang
Friedrich Wilhelm Merkel entstammte einer an biologischen Themen interessierten Familie: Sein Großvater Eduard Merkel war eine Autorität auf dem Gebiet der Systematik und der Ökologie einheimischer Weichtiere, sein Vater war jahrelang Vorsitzender der Breslauer Ortsgruppe des Vereins Schlesischer Ornithologen gewesen. Schon in seiner Schulzeit beschäftigte sich Merkel, der zeitlebens von allen Bekannten stets Fritz genannt wurde, mit dem Verhalten – speziell dem Sozialverhalten – von Beutelmeisen auf den Rieselfeldern von Breslau und beschrieb in einer ersten wissenschaftlichen Publikation deren Polygynie.
Durch das Engagement von Vater und Sohn im heimatlichen Ornithologen-Verein hatte Merkel von Kindheit an intensiven Umgang mit engagierten Vogelkundlern. Zu diesen gehörte u. a. der Rittergut-Besitzer Karl Gustav Johannes Waldemar Trettau (geboren am 30. Januar 1893), der vor dem Ersten Weltkrieg Landwirtschaft studiert hatte und nach dem Krieg das 1905 von Trettaus Vater erworbene, 820 Hektar große Rittergut Gimmel im Landkreis Oels bewirtschaftete. Dort konnte Merkel während seines naturwissenschaftlichen Studiums an der Universität Breslau seine Versuchsvögel fangen. Auf Gut Grimmel regte Merkel ferner ein umfangreiches Programm zur Untersuchung der Brutbiologie und der Populationsdynamik von Trauerschnäppern an, das Trettau nach der Vertreibung aus Schlesien im südhessischen Naturschutzgebiet Mönchbruch fortsetzte.
Während seines Studiums war Merkel zur Vertiefung seiner Artenkenntnis in den Vogelwarten von Rossitten und Hiddensee zeitweise als „Planbeobachter“ tätig. Die dort aus nächster Nähe erlebten Zugvögel ließen ihn später als Thema seiner 1937 in Breslau eingereichten Dissertation die Physiologie der Zugunruhe bei Vögeln wählen – ein Forschungsgebiet, das auf Dauer zum Schwerpunkt seiner wissenschaftlichen Arbeit wurde.
Friedrich Wilhelm Merkel war seit 1939 und bis zu seinem Tod verheiratet mit seiner gleichfalls aus Schlesien stammenden Ehefrau Ilse, die ebenfalls Biologin war.

## Forschungsthemen
Bereits Anfang 1938 wechselte Merkel gemeinsam mit seinem Doktorvater Hermann Giersberg (* 14. Dezember 1890 in Saarbrücken; † 9. März 1981 in Frankfurt am Main) an die Frankfurter Universität und übernahm dort eine Stelle als Wissenschaftlicher Assistent. Kurz nach Beginn des Zweiten Weltkriegs wurde er jedoch zur Wehrmacht eingezogen. An der Ostfront geriet er in sowjetische Gefangenschaft und wurde auch nach Kriegsende noch jahrelang in Sibirien festgehalten. 1950 kehrte er aber nach Frankfurt am Main zurück und beschäftigte sich erneut mit den physiologischen Grundlagen des Vogelzugs: Wie kann man Zugunruhe objektiv messen? Welche Rolle spielt die Fettverdauung beim Vogelzug? Wie ändert sich die Aktivität der endokrinen Drüsen von Zugvögeln im Verlauf des Jahres? „Dabei war er der erste, der auf die Rolle der Photoperiode als Zeitgeber hinwies,“ schrieben seine Schüler Wolfgang Wiltschko, Roswitha Wiltschko und Dieter Stefan Peters in einem Nachruf.
Die besondere wissenschaftliche Leistung von Friedrich Wilhelm Merkel bestand aber darin, dass er den Weg bahnte für den Nachweis des Magnetsinns der Tiere. Schon als Doktorand hatte er einen „Orientierungskäfig“ entwickelt, um mit dessen Hilfe das Verhalten von Zugvögeln – eine mögliche Vorzugsrichtung beim Umherfliegen – beobachten zu können. Im Unterschied zur Lehrmeinung bis hinein in die 1960er-Jahre konnte Merkel anhand von Freilandbeobachtungen nachweisen, dass Zugvögel ihre Zugrichtung auch ohne Himmelsmarken (Sonnen- oder Mondstand, Sterne) finden können; hieraus leitete er ab, dass dieses damals zunächst neutral als „nicht-visuell“ bezeichnete Orientierungsvermögen auf dem Erdmagnetfeld beruhen müsse. Sein Doktorand Wolfgang Wiltschko konnte Mitte der 1960er-Jahre mit einem weiterentwickelten Experimentierkäfig tatsächlich als erster die Orientierung von Zugvögeln am Magnetfeld der Erde nachweisen.
Ausgehend von Versuchen zum Heimfindevermögen der Zugvögel begann Merkel Ende der 1960er-Jahre eine Langzeitstudie zur Populationsdynamik und zur Soziobiologie von Staren, die er drei Jahrzehnte lang fortführte. Die Beobachtungskolonie hatte er in seinem Privatgarten angesiedelt, so dass er seine Verhaltensbeobachtungen auch nach seiner Emeritierung fortsetzen konnte. Eines der Ergebnisse dieser Studie war der Nachweis von Polygynie auch bei dieser Tierart.

## Ehrungen
1988 wurde Merkel während ihrer 100. Jahresversammlung die Ehrenmitgliedschaft der Deutschen Ornithologen-Gesellschaft verliehen. Nach seinem Ruhestand engagierte er sich im Vogelschutz, leitete mehrere Jahre lang den ornithologischen Verein Vogelkundliche Beobachtungsstation Untermain e. V (dessen Ehrenvorsitz im zuletzt angetragen wurde) und war gleichfalls mehrere Jahre lang Herausgeber von dessen ornithologischer Zeitschrift Luscinia.

## Publikationen (Auswahl)
- Untersuchungen über tages- und jahresperiodische Änderungen im Energiehaushalt gekäfigter Zugvögel. In: Zeitschrift für vergleichende Physiologie. Band 41, Nr. 2, 1958, S. 154–178, doi:10.1007/BF00345584.
- mit H. G. Fromme: Untersuchungen über das Orientierungsvermögen nächtlich ziehender Rotkehlchen, Erithacus rubecula. In: Naturwissenschaften. Band 45, Nr. 20, 1958, S. 499–500, doi:10.1007/BF00635576.
- mit H. G. Fromme, W. Wiltschko: Nichtvisuelles Orientierungsvermögen bei nächtlich zugunruhigen Rotkehlchen. In: Vogelwarte. Band 22, 1964, S. 168–173.
- mit W. Wiltschko: Nächtliche Zugunruhe und Zugorientierung bei Kleinvögeln. In: Verh. Dtsch. Zool. Ges. Jena 1966, S. 356–361.
- mit K. Fischer-Klein: Winkelkompensation bei Zwergwachteln (Excalfactoria chinensis). In: Vogelwarte. Band 27, 1973, S. 39–50.
- Orientierung im Tierreich. Gustav Fischer Verlag, Stuttgart, 1980 (= Grundbegriffe der modernen Biologie, Band 15).

## Belege
1. ↑  Wolfgang Wiltschko: Professor Dr. Friedrich Wilhelm Merkel zum 80. Geburtstag. In: Luscinia. Band 47, Nr. 1–2, 1991, S. 2–4, Volltext (PDF)
2. ↑  Hessisches Staatsarchiv, Bestand Giersberg, Hermann
 The Beginning of Neuroscience in Frankfurt
3. ↑  Wolfgang Wiltschko, Roswitha Wiltschko und Dieter Stefan Peters: Prof. Dr. Friedrich Wilhelm Merkel 27.8.1911–12.8.2002. In: Journal für Ornithologie. Band 144, 2003, S. 111–114, doi:10.1007/BF02465525.
4. ↑  Friedrich Wilhelm Merkel und Wolfgang Wiltschko: Magnetismus und Richtungsfinden zugunruhiger Rotkehlchen (Erithacus rubecula). In: Vogelwarte. Band 23, 1965, S. 71–77.

| Personendaten    | Personendaten                            |
| ---------------- | ---------------------------------------- |
| NAME             | Merkel, Friedrich Wilhelm                |
| ALTERNATIVNAMEN  | Merkel, Fritz                            |
| KURZBESCHREIBUNG | deutscher Zoologe und Verhaltensforscher |
| GEBURTSDATUM     | 27. August 1911                          |
| GEBURTSORT       | Breslau                                  |
| STERBEDATUM      | 12. August 2002                          |